# Lukostřelba na Letních olympijských hrách 1908
Lukostřelba na Letních olympijských hrách 1908.

## Medailisté

### Muži
| Kategorie                     | Zlato                              | Stříbro                                     | Bronz                                              |
| ----------------------------- | ---------------------------------- | ------------------------------------------- | -------------------------------------------------- |
| York Round (100 - 80 - 60 yd) | William Dod · Velká Británie (GBR) | Reginald Brooks-King · Velká Británie (GBR) | Henry B. Richardson · Spojené státy americké (USA) |
| Continental Style - 50 m      | Eugène Grisot · Francie (FRA)      | Louis Vernet · Francie (FRA)                | Gustave Cabaret · Francie (FRA)                    |

### Ženy
| Kategorie                   | Zlato                                    | Stříbro                              | Bronz                                           |
| --------------------------- | ---------------------------------------- | ------------------------------------ | ----------------------------------------------- |
| National Round (60 - 50 yd) | Queenie Newallová · Velká Británie (GBR) | Lottie Dodová · Velká Británie (GBR) | Beatrice Hillová-Loweová · Velká Británie (GBR) |

## Medailové pořadí
| Pořadí | Země                         | Zlato | Stříbro | Bronz | Celkově |
| ------ | ---------------------------- | ----- | ------- | ----- | ------- |
| 1.     | Velká Británie (GBR)         | 2     | 2       | 1     | 5       |
| 2.     | Francie (FRA)                | 1     | 1       | 1     | 3       |
| 3.     | Spojené státy americké (USA) | 0     | 0       | 1     | 1       |